# Storblomstret perikon
Storblomstret Perikon (Hypericum calycinum) er en stedsegrøn dværgbusk med en lav, opret vækstform og talrige udløbere, der gør planten tæppedannende. Hele planten er tæt besat med kirtler, der giver den kendte, skarpe Perikon-lugt.  Storblomstret Perikon er en populær bunddækkeplante. 

## Beskrivelse
Storblomstret Perikon er en stedsegrøn dværgbusk, der dog efter hårde vintre snarere kan kaldes en løvfældende halvbusk. Skuddene er firkantede. Barken er først glat og lysegrøn, og senere bliver den brun med lysegrønne striber. Til sidst får gamle hovedskud brun, afskallende bark. Knopperne er modsatte, udspærrede og lysegrønne. 
Bladene er ægformede eller elliptiske med hel rand. Oversiden er glat og matgrøn, mens undersiden er lysegrøn. Blomsterne sidder enkeltvis ved skudspidsen. De er forbavsende store, gule med et meget stort antal støvdragere. Frugterne er tørre kapsler, der ikke modner ordentligt i Danmark.
Rodnettet består dels af de krybende, overfladiske udløbere, og dels af vandrette hovedrødder med masser af siderødder. 
Højde x bredde og årlig tilvækst: 0,30 x 0,50 m (5 x 5 cm/år), heri ikke medregnet skud fra udløberne! 9 planter dækker 1 m² på ét år.

## Hjemsted
Storblomstret Perikon hører hjemme i bøgeskovene i det sydøstlige Europa og det nordlige Lilleasien. Her danner den skovbund sammen med f.eks. Himmelblå Lungeurt, Musetorn og Russisk Skilla under bl.a. Valnød, Frynse-Eg, Kirsebær-Kornel, Laurbær-Kirsebær og Mispel.
| Portal | Portal:Botanik |